# Sothuvad bulbyl
Sothuvad bulbyl (Pycnonotus aurigaster) är en fågel i familjen bulbyler inom ordningen tättingar.

## Utseende och läte
Sothuvad bulbyl är en mörkhuvad brun bulbyl med tydligt rött på undergumpen. Rödgumpad bulbyl som den överlappar med i sydvästra Kina kan verka lik, men denna har helsvart huvud. Ungfåglar har orangefärgad undergump och kan därmed förväxlas med brunbröstad bulbyl, men den senare har spetsigare huvud, bruna örontäckare och mer kontrasterande vit strupe, men saknar sothuvda bulbylens vita stjärtkanter. Sången består av ljusa melodier.

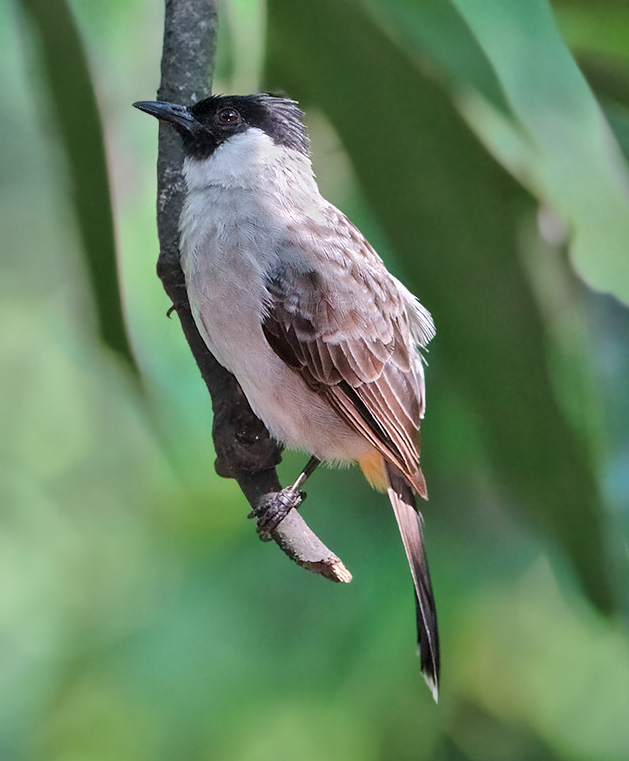

## Utbredning och systematik
Sothuvad bulbyl delas in i nio underarter med följande utbredning:
- Pycnonotus aurigaster chrysorrhoides – förekommer i södra Kina (Fujian, östra Guangdong och Hongkong)
- Pycnonotus aurigaster resurrectus – förekommer i södra Kina (Guangdong och Naozhou Island) och norra Vietnam
- Pycnonotus aurigaster dolichurus – förekommer i centrala Vietnam (Quangtri och Thuathien)
- Pycnonotus aurigaster latouchei – förekommer i sydvästra Kina till norra Thailand, norra Laos och norra Vietnam
- Pycnonotus aurigaster klossi – förekommer i sydöstra Myanmar till norra Thailand
- Pycnonotus aurigaster schauenseei – förekommer i södra Myanmar till sydvästra Thailand
- Pycnonotus aurigaster thais – förekommer i södra Thailand
- Pycnonotus aurigaster germani – förekommer från sydöstra Thailand till södra Indokina
- Pycnonotus aurigaster aurigaster – förekommer på Java och Bali, infördes Singapore, Sumatra och södra Sulawesi

## Levnadssätt
Sothuvad bulbyl är vanlig i städer, plantage och skogsbryn. Den ses vanligen i par eller i småflockar, födosökande på medelhög nivå och på marken.

## Status och hot
Arten har ett stort utbredningsområde och en stor population, men tros minska i antal, dock inte tillräckligt kraftigt för att den ska betraktas som hotad. Internationella naturvårdsunionen IUCN listar därför arten som livskraftig (LC).